# Ліндон Фернс
Ліндон Фернс (англ. Lyndon Ferns, 24 вересня 1983) — південноафриканський плавець.
Олімпійський чемпіон 2004 року, учасник 2008 року.
Призер Пантихоокеанського чемпіонату з плавання 2010 року.
Переможець Ігор Співдружності 2006 року.